# Monsempron-Libos
Monsempron-Libos é uma comuna francesa na região administrativa da Nova Aquitânia, no departamento Lot-et-Garonne. Estende-se por uma área de 9,04 km². Em 2010 a comuna tinha 2 116 habitantes (densidade: 234,1 hab./km²).